# Vladímir Máslennikov
Vladímir Anatólievich Máslennikov –en ruso, Владимир Анатольевич Масленников– (Lesnói, 17 de agosto de 1994) es un deportista ruso que compite en tiro, en la modalidad de rifle.
Participó en dos Juegos Olímpicos de Verano, obteniendo una medalla de bronce en Río de Janeiro 2016, en la prueba de rifle 10 m, y el quinto lugar en Tokio 2020, en la misma prueba. En los Juegos Europeos de Minsk 2019 consiguió una medalla de plata en la prueba de rifle 10 m mixto.
Ganó una medalla de bronce en el Campeonato Mundial de Tiro de 2018 y diez medallas en el Campeonato Europeo de Tiro entre los años 2016 y 2021.

## Palmarés internacional
| Juegos Olímpicos   | Juegos Olímpicos         | Juegos Olímpicos  | Juegos Olímpicos |
| Año                | Lugar                    | Medalla           | Prueba           |
| ------------------ | ------------------------ | ----------------- | ---------------- |
| 2016               | Río de Janeiro (Brasil)  | Medalla de bronce | Rifle 10 m       |
| Campeonato Mundial |                          |                   |                  |
| Año                | Lugar                    | Medalla           | Prueba           |
| 2018               | Changwon (Corea del Sur) | Medalla de bronce | Rifle 10 m mixto |
| Juegos Europeos    |                          |                   |                  |
| Año                | Lugar                    | Medalla           | Prueba           |
| 2019               | Minsk (Bielorrusia)      | Medalla de plata  | Rifle 10 m mixto |
| Campeonato Europeo |                          |                   |                  |
| Año                | Lugar                    | Medalla           | Prueba           |
| 2016               | Győr (Hungría)           | Medalla de plata  | Rifle 10 m mixto |
| 2017               | Maribor (Eslovenia)      | Medalla de oro    | Rifle 10 m       |
| 2017               | Maribor (Eslovenia)      | Medalla de plata  | Rifle 10 m mixto |
| 2018               | Győr (Hungría)           | Medalla de oro    | Rifle 10 m       |
| 2018               | Győr (Hungría)           | Medalla de oro    | Rifle 10 m mixto |
| 2019               | Osijek (Croacia)         | Medalla de oro    | Rifle 10 m       |
| 2019               | Osijek (Croacia)         | Medalla de oro    | Rifle 10 m mixto |
| 2020               | Breslavia (Polonia)      | Medalla de oro    | Rifle 10 m mixto |
| 2021               | Osijek (Croacia)         | Medalla de plata  | Rifle 10 m mixto |
| 2021               | Osijek (Croacia)         | Medalla de bronce | Rifle 10 m       |